# Hauteluce
Hauteluce là một xã thuộc tỉnh Savoie trong vùng Rhône-Alpes ở đông nam nước Pháp. Xã này nằm ở khu vực có độ cao từ 780-2555 mét trên mực nước biển.